# ふくやま芸術文化ホール

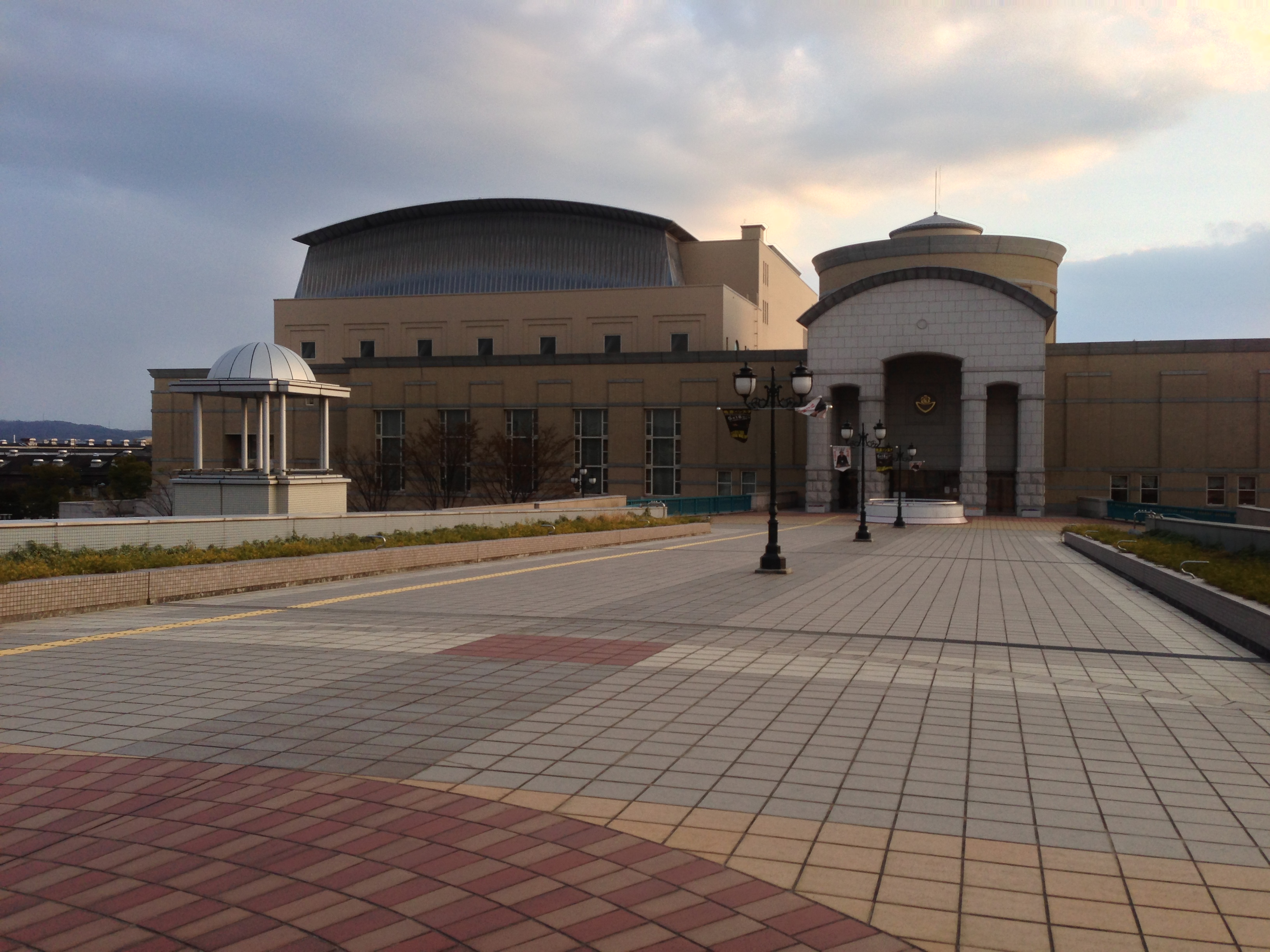
正面が小ホール、左手側が大ホール

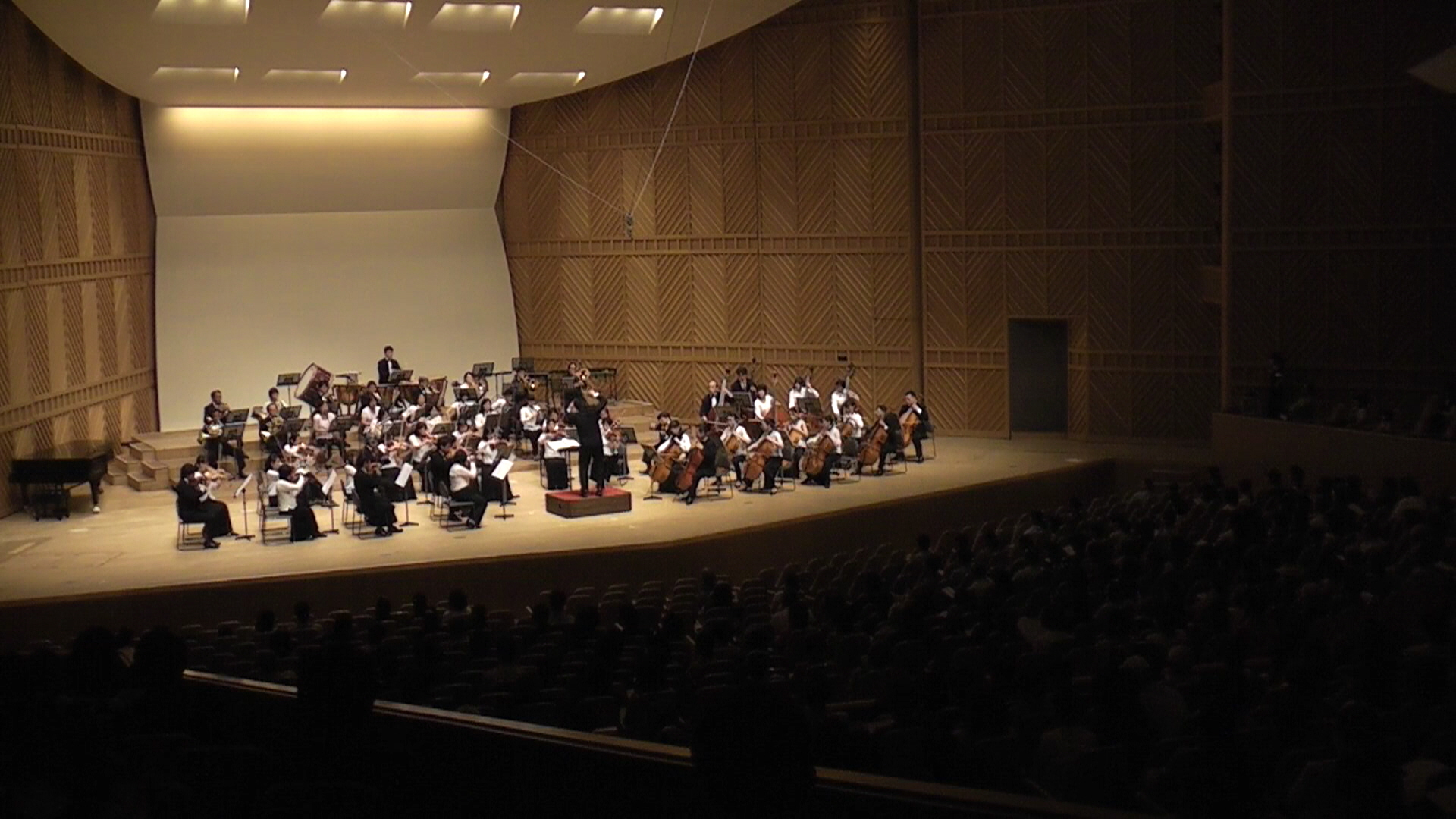
同ホールで開催されているオーケストラフェスティバルの様子（2009年）

ふくやま芸術文化ホール（ふくやまげいじゅつぶんかホール、英称：Fukuyama Hall of Art & Culture）は、広島県福山市にあるコンサートホールである。リーデンローズの愛称をもつ。

## 概要
広島県福山市の中心市街地東部に位置する郊外型の商店密集地域である内港と呼ばれる場所にある。1991年12月に着工、1994年10月に竣工、1994年11月2日に開館した。完成当時、同ホールの北側には入船町と隣接した港町の入江が残っていたがその後埋め立てられ、1999年4月に北向かいのポートプラザ日化がオープンした後に双方への連絡橋が設けられた。建築設計は（株）日本設計の関西支社。愛称は「リーデンローズ（英称：Reed & Rose）」。市内を流れる芦田川や福山城の別名「葦陽城」から取った葦と、市の花に指定されているばらとを合わせた造語であり、それぞれ座席には大ホールは「ばら色」、小ホールは「葦」の色が使われている。
当初の計画では、小ホールを中心に据え、左側に大ホール、右側に中ホールが設置される予定であった。中ホールは演劇を主目的とした約700席の多目的ホールであったが、予算の関係から建設は後回しとなり大ホールと小ホールのみ着工された。その後、中ホールの建設はキャンセルされ、中ホールの用地は駐車場となった。連絡橋を含めた外構は、小ホールを中心とした左右対称となっており、中ホールを含めた計画の名残を見ることができる。内部構造も小ホール西側面には、中ホールの増築を踏まえた不自然な名残が残る。

### 大ホール
オーケストラピットを備えている。客席は3階席まで設置されており、シートはバルコニー形式で多層的に配置され、六角形を基本的な平面形状としている。設計にあたっては設計にあたっては東京文化会館の大ホールがモデルとして採用された。ただし残響時間に関しては東京文化会館が｢やや短すぎる｣という評があったので、長めの残響となるように考慮された。残響時間は 2.0～1.6秒(500Hz、満席時実測値)となっており、可動型のステージ音響反射板と客席側壁の一部にもカーテン開閉方式の簡易的残響調整装置が調節できる。

### 小ホール
ホールの基本設計はシューボックス型。小ホール入口前には、吹き抜け空間が設置されており、中ホール増設時に左右のホールを連結する場として活用できるように設計されており（前述のように中ホールは計画キャンセルされている）、小ホール周辺の階段やエレベーターなども、中ホール増設に対応できるよう配置されている。２階に舞台を見下ろすように小ホールをほぼ一周する通路が設置されているが、客席は設置されていない。

## 備考
- 2008年1月より館長として溝入敬三（コントラバス奏者・作曲家）が赴任したことによって自主事業が活発化。同年から、周辺市町村のアマチュアオーケストラが集まって、オーケストラフェスティバルが開催された。各団体が個別に演奏を披露するほかに、フェスティバルオーケストラが編成され地元出身のプロとともに演奏を行う[3]。2009年には学生オーケストラや社会人オーケストラあわせて8団体が集った。コンテストではないので採点や表彰はない。福山市の財政難に伴い、第3回の2010年をもって終了した。
- 年間20を超える自主事業を行っている。
- 大・小ホールそれぞれの舞台面積と同じ広さの練習室が地下に設けられている。
- 大ホールには親子席が設けられている他、携帯電話抑止装置「テレポーズ」を導入している。
- 同ホールの開館をもって、福山市民会館（1966-1994年；福山市霞町1丁目大ホール、小ホール各1）は閉館。跡地は福山中央公園として整備された。公園周囲には市民会館の名前を冠した交差点が残る。

## 情報
- 設計：日本設計関西支社
- 施工：竹中工務店など11社[4]
- 地上階数：5階
- 地下階数：1階
- 敷地面積：30652.52m2
- 建築面積：6853.71m2

## アクセス
- JR福山駅より
  - 徒歩約25分
  - タクシー約5～10分
  - 路線バス（2020年2月現在）
    - まわローズ北口のりば「青ルート（左回り）（02号線）」に乗車し「リーデンローズ入口」で下車。
    - 中国バス2番のりば「手城経由鋼管病院線（21号線・21-1号線）」または「手城経由引野口線（21-2号線）」または「手城経由旭ヶ丘団地線（21-3号線）」に乗車し「入船町二丁目」で下車。
    - 中国バス9番のりば「曙循環線（91-1号線）」に乗車し「松浜二丁目」で下車。
    - 中国バス9番のりば「新浜循環線（91号線）」に乗車し「松浜二丁目」で下車。
    - トモテツバス9番のりば「市内循環（東廻り）（92-1号線）」に乗車し「リーデンローズ前」で下車。
- 山陽自動車道・福山東ICから
  - IC出口より左レーンへ。広島方面に5.0km、約15分。
- 山陽自動車道・福山西ICから
  - IC出口より左レーンへ。岡山方面に15.4km、約40分。

## 周辺
- 福山市立大学
- ポートプラザ日化（イトーヨーカドー福山店・天満屋ハピータウンポートプラザ店）
- 福山東警察署
- ばら公園
- ローズアリーナ
- 青山商事本社